# Liste des préfets d'Ille-et-Vilaine

Logo du préfet de la région Bretagne

Liste des préfets du département français d’Ille-et-Vilaine. Le siège de la préfecture est à Rennes.
Le préfet d'Ille-et-Vilaine est aussi le préfet de la zone de défense Ouest, et de la région Bretagne.

## Liste des préfets

### Premier Empire(1800-1814)
| Période                        | Période         | Identité             | Fonction précédente                                                                                     | Observation                                                                       |
| ------------------------------ | --------------- | -------------------- | --- | --------------------------------------------------------------------------------- |
| 2 mars 1800 11 ventôse an VIII | 13 avril 1802   | Yves-Nicolas Borie , | Député au Corps législatif (Consulat et Premier Empire)                                                 | Député d'Ille-et-Vilaine au Corps législatif jusqu'à sa mort (1805)               |
| 13 avril 1802 23 germinal an X | 21 février 1805 | Jean-Joseph Mounier  | Député du Tiers du Dauphiné aux États-Généraux de 1789, Président de l'Assemblée nationale constituante | Conseiller d'État (1805)                                                          |
| 21 février 1805                | 26 janvier 1815 | Félix Bonnaire       | Préfet de la Charente                                                                                   | Maintenu à la première Restauration, puis est nommé préfet de la Loire-Inférieure |

### 0Première Restauration(1814-1815)
| Période         | Période      | Identité                      | Fonction précédente                   | Observation               |
| --------------- | ------------ | ----------------------------- | ------------------------------------- | ------------------------- |
| 26 janvier 1815 | 22 mars 1815 | Amédée Le Pileur de Brévannes | Maître des requêtes au conseil d'État | Nommé préfet de l'Hérault |

### Cent-Jours(1815)
| Période      | Période         | Identité         | Fonction précédente | Observation         |
| ------------ | --------------- | ---------------- | ------------------- | ------------------- |
| 22 mars 1815 | 12 juillet 1815 | Alexandre Méchin | Préfet du Calvados  | Député à la Chambre |

### Seconde Restauration(1815-1830)
| Période         | Période         | Identité                              | Fonction précédente           | Observation                             |
| --------------- | --------------- | ------------------------------------- | ----------------------------- | --------------------------------------- |
| 12 juillet 1815 | 8 octobre 1817  | Alexandre Louis d’Allonville          | Préfet de la Creuse           | Nommé préfet de la Somme                |
| 8 octobre 1817  | 7 avril 1824    | Louis de la Villegontier              | Préfet de l'Allier            | Est fait Pair de France le 5 mars 1819. |
| 7 avril 1824    | 18 juillet 1827 | Comte de Vendeuvre                    | Maire de Caen                 |                                         |
| 18 juillet 1827 | 23 août 1829    | François Duval de Chassenon de Curzay | Préfet de la Loire-Inférieure | Nommé préfet de la Gironde              |
| 23 août 1829    | 2 août 1830     | Charles Antoine Hippolyte Jordan      | Préfet du Haut-Rhin           | Cesse ses fonctions                     |

### Monarchie de Juillet(1830-1848)
| Période         | Période         | Identité                                   | Fonction précédente                                                                                                | Observation                                                      |
| --------------- | --------------- | ------------------------------------------ | --- | ---------------------------------------------------------------- |
| 6 août 1830     | 17 mars 1832    | Pierre Thomas Le Roy de Boisaumarié        | Membre du Tribunat Député de l'Orne (1809-1812, 1830-1832) Préfet du Var (1811-1814) Préfet du Loiret (Cent-Jours) | Préfet des Basses-Pyrénées (1832) Préfet du Calvados (1851-1852) |
| 17 mars 1832    | 20 juin 1836    | Jean-François de Cahouet                   | Préfet de la Mayenne                                                                                               | Meurt en fonction                                                |
| 9 juillet 1836  | 23 juillet 1837 | Étienne François Marie Boby de la Chapelle | Préfet de la Mayenne Maître des requêtes au conseil d'État                                                         | Nommé préfet du Lot                                              |
| 23 juillet 1837 | 23 juillet 1837 | Barthélemy Dunoyer de Segonzac             | Préfet de la Somme                                                                                                 | Refuse le poste                                                  |
| 22 août 1837    | 3 mars 1848     | Charles Henry                              | Préfet des Ardennes                                                                                                | Révoqué                                                          |

### Deuxième République (1848-1851)
| Période          | Période          | Identité                     | Fonction précédente                                      | Observation                                                |
| ---------------- | ---------------- | ---------------------------- | -------------------------------------------------------- | ---------------------------------------------------------- |
| 3 mars 1848      | 25 janvier 1849  | Louis Hamon                  | Membre de la commission départementale d'Ille-et-Vilaine | Commissaire du Gouvernement, puis préfet le 6 juin         |
| 24 janvier 1849  | 9 mars 1851      | Eugène Auguste de Caffarelli | Maître des requêtes au Conseil d'État                    | Nommé préfet de la Haute-Marne                             |
| 7 mars 1851      | 9 décembre 1851  | Bonaventure Pagès            | Préfet de la Côte-d'Or                                   | Révoqué le 9 décembre                                      |
| 9 décembre 1851  | 17 décembre 1851 | Évariste Colombel            | Député de la Loire-Inférieure                            | Nommé par le commissaire extraordinaire Maurice Jean Duval |
| 17 décembre 1851 | 3 juillet 1852   | Edmé Tiburce Morisot         | Préfet du Calvados                                       | Conseiller référendaire à la cour des comptes              |

### Second Empire(1851-1870)
| Période           | Période           | Identité              | Fonction précédente       | Observation                                                         |
| ----------------- | ----------------- | --------------------- | ------------------------- | ------------------------------------------------------------------- |
| 3 juillet 1852    | 13 avril 1855     | Emmanuel Combe-Sieyès | Préfet de la Haute-Vienne | Nommé préfet du Cher et meurt en fonction.                          |
| 13 avril 1855     | 4 juin 1858       | Daniel Pastoureau     | Préfet du Cher            | Nommé préfet du Doubs en septembre 1858                             |
| 4 juin 1858       | 10 septembre 1864 | Paul Féart            | Préfet du Gers            | Nommé préfet de Lot-et-Garonne                                      |
| 10 septembre 1864 | octobre 1869      | Julien Lefebvre       | Préfet du Morbihan        | Nommé préfet de la Côte-d'Or                                        |
| 23 octobre 1869   | 8 septembre 1870  | Comte de Callac       | Préfet de la Côte-d'Or    | Mis en pension pendant 7 ans, puis est nommé préfet du Lot en 1877. |

### Troisième République(1870-1940)
| Période           | Période           | Identité                                     | Fonction précédente                                                   | Observation |
| ----------------- | ----------------- | -------------------------------------------- | --------------------------------------------------------------------- | --- |
| 9 septembre 1870  | 12 février 1871   | Ange Blaize de Maisonneuve                   | Affilié à un comité réformiste ; arrêté et incarcéré à Sainte-Pélagie | Neveu des frères Jean-Marie de La Mennais et Félicité Robert de Lamennais, il démissionne deux jours avant sa mort    |
| 1er mai 1871      | 12 juin 1873      | Comte de Barthélemy                          |                                                                       | |
| 13 juin 1873      | 21 avril 1876     | Delpon de Vissec                             |                                                                       | |
| 21 avril 1876     | 19 mai 1877       | François Vivaux                              | Préfet de la Dordogne                                                 | Nommé préfet de l'Hérault                                                                                             |
| 19 mai 1877       | 13 juillet 1877   | Albert Delmas                                | Préfet de l'Hérault                                                   | Nommé préfet de Meurthe-et-Moselle                                                                                    |
| 13 juillet 1877   | 14 décembre 1877  | Fernand James Albert Potier de la Morandière | Sous-préfet de Saint-Yrieix                                           | Devient conseiller général de la Loire-Inférieure                                                                     |
| 18 décembre 1877  | 27 juillet 1882   | Joseph André                                 | Préfet de la Côte-d'Or                                                | Mise en disponibilité, avec traitement de non-activité.                                                               |
| 27 juillet 1882   | 9 juin 1889       | Comte H. Raguet de Brancion                  |                                                                       | |
| 9 juin 1889       | 13 septembre 1897 | Marie Gabriel Leroux                         | Préfet de l'Orne                                                      | Nommé préfet des Alpes-Maritimes                                                                                      |
| 13 septembre 1897 | 24 septembre 1900 | Henri Duréault                               | Préfet de Loir-et-Cher                                                | Nommé préfet du Pas-de-Calais                                                                                         |
| 24 septembre 1900 | 9 septembre 1902  | Jean Delpech                                 | Préfet de Maine-et-Loire                                              | Appelé sur sa demande à d'autres fonctions; devient trésorier-payeur-général du Gers                                  |
| 9 septembre 1902  | 12 juillet 1907   | Victor Rault (1858-1930)                     | Préfet de Constantine en Algérie française                            | Une rue de Rennes perpétue son souvenir; Nommé préfet de la Loire-Inférieure, et finira sa carrière conseiller d'Etat |
| 12 juillet 1907   | 10 juin 1909      | Louis Sagebien                               | Préfet des Deux-Sèvres                                                | Retraite sur sa demande et préfet honoraire                                                                           |
| 10 juin 1909      | 27 mars 1915      | Lucien Saint                                 | Préfet de la Nièvre                                                   | Nommé préfet de la Haute-Garonne                                                                                      |
| 27 mars 1915      | 12 mars 1919      | Hippolyte Juillard (1871-1926)               | Préfet de la Nièvre                                                   | A la disposition du président du conseil ministre de la guerre en tant préfet du Bas-Rhin                             |
| 15 janvier 1919   | 11 décembre 1919  | Maurice Aliez                                | Otage des Allemands entre 1914-1918, puis préfet de la Drôme          | A la disposition du président du conseil ministre des affaires étrangères, service d'Alsace et de Lorraine            |
| 28 avril 1919     | 15 janvier 1920   | Henri Lacombe                                | Préfet d'Oran en Algérie française                                    | Nommé préfet de l'Hérault                                                                                             |
| 16 février 1921   | 30 janvier 1925   | Marcel Maupoil                               | Préfet des Basses-Pyrénées                                            | Nommé sur sa demande préfet du Puy-de-Dôme                                                                            |
| 30 janvier 1925   | 24 avril 1930     | Maurice Anjubault                            | Préfet du Puy-de-Dôme                                                 | Meurt en fonction |
| 2 mai 1930        | 2 mai 1930        | Serge Gas                                    |                                                                       | Non installé; Maintenu directeur de l'hygiène au ministère de la santé publique                                       |
| 2 mai 1930        | 2 mars 1931       | Pierre Julien                                | Préfet de l'Orne                                                      | Nommé directeur du personnel et de l'administration générale                                                          |
| 21 avril 1931     | 22 mai 1937       | Marcel Bodenan                               | Préfet de l'Eure                                                      | Nommé préfet de la Gironde                                                                                            |
| 22 mai 1937       | 24 juin 1939      | Alfred Antony                                | Préfet de la Dordogne                                                 | Nommé directeur de l'octroi intercommunal de la région parisienne                                                     |

### Régime de Vichy(1940-1944)
| Période         | Période         | Identité                        | Fonction précédente                                                           | Observation |
| --------------- | --------------- | ------------------------------- | ----------------------------------------------------------------------------- | --- |
| 1er août 1939   | 2 novembre 1940 | Désiré Jouany                   | Directeur de cabinet civil du ministre de l'air Guy La Chambre                | Rappelé sous les drapeaux par le ministre, et est nommé Directeur régional de la famille et de la santé à Toulouse                 |
| 16 juin 1940    | 16 juin 1940    | Gaston Tabart dit Tabart-Robert | Sous-préfet de Montdidier                                                     | Non installé; Directeur général des services annexes de la préfecture de la Gironde                                                |
| 2 novembre 1940 | 12 mai 1942     | François Ripert                 | Maître des requêtes au Conseil d'Etat, ancien secrétaire général aux réfugiés | Préfet régional de Rennes; Remis à la disposition du Secrétaire d'état à la justice Joseph Barthélemy                              |
| 12 mai 1942     | 6 juillet 1943  | Jean Quénette                   | Préfet de l'Aisne                                                             | Préfet régional de Rennes ; Nommé préfet de la région de Dijon et de la Côte-d'Or                                                  |
| 6 juillet 1943  | 24 février 1944 | Philibert Dupard                | Préfet de la Loire-Inférieure                                                 | Préfet régional de Rennes; Mise en disponibilité exceptionnelle en mai 1944                                                        |
| 24 février 1944 | 4 août 1944     | Robert Martin                   | Préfet de la Charente-Maritime                                                | Préfet régional de Rennes. Révoqué sans pension, condamné aux travaux forcés à perpétuité par la cour de justice d'Ille-et-Vilaine |

### GPRFetQuatrième République(1944-1958)
| Période           | Période        | Identité                | Fonction précédente                                                                                           | Observation |
| ----------------- | -------------- | ----------------------- | --- | --- |
| 27 juin 1944      | 4 août 1944    | Bernard Cornut-Gentille | Préfet de la Loire-Inférieure                                                                                 | Délégué dans les fonctions par le commissaire de la République de la région de Rennes                                                                           |
| 22 septembre 1944 | 2 janvier 1946 | Bernard Vigier          | Délégué du commissaire à l'intérieur à la région de Marseille pour l'installation des autorités préfectorales | Accusé par Kaouza de propagande en faveur de Vichy, accusations écartées par J. Morin. Remis à la disposition du ministère des colonies                         |
| 4 janvier 1946    | 7 avril 1948   | Robert Billecard        | Resistant dans les Ardennes. Haut-commissaire à la production industrielle en 1944.                           | Nommé inspecteur général de l'administration en mission extraordinaire (IGAME) dans les départements compris dans la 3e région militaire                        |
| 1er octobre 1948  | 15 mars 1950   | Jean Laffont            | | Nommé conseiller technique au cabinet du secrétaire d'État André Colin                                                                                          |
| 21 avril 1950     | 4 juin 1955    | Jean Benedetti          | Préfet de l'Oise                                                                                              | Nommé préfet du Nord (IGAME) |
| 4 juin 1955       | 10 mai 1960    | Camille Ernst           | Préfet des Alpes-Maritimes (IGAME)                                                                            | Nommé directeur général des affaires politiques et de l'administration du territoire, au Ministère de l'Intérieur. En 1971, il est fait Juste parmi les nations |

### Cinquième République(depuis 1958)
| Période          | Période           | Identité                             | Fonction précédente                                                              | Observation |
| ---------------- | ----------------- | ------------------------------------ | -------------------------------------------------------------------------------- | --- |
| 10 mai 1960      | 12 juillet 1967   | Alexandre Stirn                      | Préfet du Calvados (1958-1958, Directeur au ministère de l'intérieur (1958-1960) | Préfet IGAME, devient coordonnateur de la région Bretagne; Nommé préfet de la Haute-Garonne et de la région Midi-Pyrénées |
| 12 juillet 1967  | 30 octobre 1972   | Jacques Pelissier                    | Préfet de la région Languedoc-Roussillon et de l'Hérault                         | Nommé préfet de la région Rhône-Alpes et du Rhône                                                                         |
| 30 octobre 1972  | 19 juin 1978      | Olivier Philip                       | Préfet de la région Limousin et de la Haute-Vienne                               | Nommé préfet de la région Rhône-Alpes et du Rhône                                                                         |
| 19 juin 1978     | 16 juillet 1981   | Jean Périer                          | Préfet du Val-de-Marne                                                           | Nommé préfet de police de Paris                                                                                           |
| 7 août 1981      | 8 mars 1985       | Gilbert Carrère                      |                                                                                  | Nommé préfet de la région Rhône-Alpes, préfet du Rhône                                                                    |
| 8 mars 1985      | 18 mai 1988       | Charles Gosselin                     | Préfet des Yvelines                                                              | Nommé conseiller auprès du Premier ministre Michel Rocard                                                                 |
| 18 mai 1988      | 20 novembre 1989  | Jacques Guérin                       | Préfet de la région Auvergne et du Puy-de-Dôme                                   | Retraite |
| 11 janvier 1990  | 21 avril 1993     | Édouard Lacroix                      | Préfet de la région Bourgogne, préfet de la Côte-d'Or                            | Nommé directeur général de la police nationale                                                                            |
| 21 avril 1993    | 31 décembre 1993  | Bernard Grasset                      | Directeur général de la Police nationale                                         | Nommé préfet hors cadre                                                                                                   |
| 31 décembre 1993 | 16 septembre 1996 | Jean-Claude Le Taillandier de Gabory | Préfet du Val-de-Marne                                                           | Nommé préfet hors cadre                                                                                                   |
| 17 octobre 1996  | 21 juin 2000      | Yves Mansillon                       | Préfet de la région Poitou-Charentes, préfet de la Vienne                        | Nommé préfet hors cadre en mission extraordinaire                                                                         |
| 21 juin 2000     | 17 mai 2002       | Claude Guéant                        | Préfet de la région Franche-Comté et du Doubs                                    | Nommé directeur de cabinet du ministre de l'intérieur Nicolas Sarkozy                                                     |
| 25 juin 2002     | 20 juillet 2006   | Bernadette Malgorn                   | Préfet de la région Lorraine et de la Moselle                                    | Nommée secrétaire générale du ministère de l'intérieur                                                                    |
| 20 juillet 2006  | 3 juillet 2009    | Jean Daubigny                        | Préfet de la région Midi-Pyrénées, préfet de la Haute-Garonne                    | Nommé préfet de la région Pays-de-la-Loire, préfet de la Loire-Atlantique                                                 |
| 3 juillet 2009   | 8 juillet 2013    | Michel Cadot                         | Directeur du cabinet du ministre de l'intérieur Michèle Alliot-Marie             | |
| 14 juin 2013     | 21 avril 2016     | Patrick Strzoda                      | Préfet de la région Corse, préfet de la Corse-du-Sud                             | Nommé directeur de cabinet du Ministre de l'intérieur                                                                     |
| 21 avril 2016    | 30 octobre 2018   | Christophe Mirmand                   | Préfet de la région Corse, préfet de la Corse-du-Sud                             | Nommé ensuite secrétaire général du ministère de l’Intérieur                                                              |
| 30 octobre 2018  | 16 novembre 2020  | Michèle Kirry                        | Présidente du concours d’entrée de l’ENA                                         | Nommée présidente du Conseil supérieur de l’appui territorial et de l'évaluation                                          |
| 16 novembre 2020 | 21 août 2023      | Emmanuel Berthier (d)                | Directeur général des Outre-Mer au ministère de l'Intérieur                      | |
| 21 août 2023     | 1er octobre 2024  | Philippe Gustin                      | Directeur du cabinet civil et militaire du Ministère des Armées                  | |
| 10 octobre 2024, | En cours          | Amaury de Saint-Quentin              | préfet de la région Corse, préfet de la Corse-du-Sud                             | |

## Préfets délégués à la défense et la sécurité de la zone Ouest

### Ses missions
Depuis 1996, le préfet de la région Bretagne, préfet de la zone de défense et de sécurité Ouest, préfet d'Ille-et-Vilaine est assisté d'un préfet délégué à la zone de défense et de sécurité Ouest. Elle s'étend sur un territoire de 128 347 km2 (soit le quart du territoire métropolitain) et couvre les régions suivantes :
- Bretagne (4 départements)
- Centre-Val-de-Loire (6 départements)
- Normandie (5 départements)
- Pays de Loire (5 départements)

### Liste des préfets délégués à la zone de défense et de sécurité Ouest (depuis 1996)
| Période         | Période         | Identité               | Fonction précédente      | Observation                                                                         |
| --------------- | --------------- | ---------------------- | ------------------------ | ----------------------------------------------------------------------------------- |
| 1942            | 1944            | Émile Bouché-Leclercq, |                          |                                                                                     |
| 27 mai 1998     | 7 octobre 1999  | Claude Baland          |                          | Nommé préfet du Gers                                                                |
| 7 octobre 1999  | 12 juillet 2002 | Rémi Thuau             |                          | Nommé préfet de la Mayenne                                                          |
| 12 juillet 2002 | 22 janvier 2004 | Pascal Mailhos         |                          | Nommé directeur central des renseignements généraux et placé en position de service |
| 26 août 2005    | 11 avril 2006   | François Lucas         |                          | Nommé à la Commission centrale de sécurité                                          |
| 6 mars 2023     | -               | Hervé Tourmente        | Sous-Préfet de Dunkerque | -                                                                                   |